# 比希永
比希永（法語：Buchillon）是瑞士联邦西部法语区的沃州下设的一个镇，位于莱芒湖北岸，在行政上属于莫尔日区管辖。比希永的总面积为2.13平方公里。截至2007年，总人口为589。

## 地理
比希永南面临莱芒湖，西侧则以奥伯讷河与阿拉芒分界。